# Knud Jespersen
Knud Wagner Jespersen, född 12 april 1926 i Sulsted, död 2 december 1977 i Köpenhamn, var en dansk kommunistisk politiker och motståndsman. Han var partiledare för Danmarks Kommunistiske Parti (DKP) 1958-1977 och folketingsledamot 1973-1977.
Knud Jespersens styvfar var bagaren Christian Andersen (1907–1944) och hans mor var tjänsteflickan Nicoline Johanne Jespersen (1905-?). Han växte upp i Sundby-Hvorup där han gick i skolan de första fyra åren. Resten av skolgången slutförde han i Ålborg. Båda föräldrarna var engagerade i Danmarks Kommunistiske Parti och hela familjen var involverad i den danska motståndsrörelsen under andra världskriget. Styvfadern dog i koncentrationslägret Neuengamme 1944. Knud Jespersen var involverad i illegal tidningsverksamhet, i en militärgrupp samt i den lokala ledningen för motståndsrörelsen. Han blev arresterad 27 mars 1945 och utsattes för tortyr. Han internerades i Frøslevlägret och undvek att bli deporterad till tyskt koncentrationsläger på grund av Nazitysklands sammanbrott.
Efter kriget engagerade sig Jespersen främst i partiet. Han var från 1945 ordförande i Danmarks Kommunistiske Ungdom (DKU) i Ålborg, från 1950 regional partiordförande i Nordjylland och från 1952 var han ledamot i partiets högsta ledning, centralkommittén. Han blev invald i Ålborgs stadsfullmäktige 1954 och innehade detta mandat till 1958. Han var också engagerad i fackföreningsrörelsen, bl.a. som styrelseledamot i Budenes og ungarbejdernes fagforening och som ordförande av Lager- og pakhusarbejdernes fagforening i Ålborg från 1953. Han var en av organisatörerna och agitatorerna bakom storstrejken 1956. Han blev vald till partiledare för DKP 1958 efter att en falang med Aksel Larsen i spetsen brutit sig ur och bildat Socialistisk Folkeparti (SF). Han övertog ett parti med ett sjunkande antal medlemmar och låg väljaruppbackning. Partiet åkte ur Folketinget 1960 med endast drygt 1,1 % av rösterna. Under Jespersens ledning höll partiet fast vid sin lojalitet till Sovjetunionen och han hyste skepsis gentemot eurokommunismen. Vändningen kom 1971 då EG-debatten florerade i Danmark och partiet kom in i Folketinget 1973. Partiets framgång tillskrivs främst Jespersens retorik och agitation. Han satt i Folketinget till sin död 1977 och partiet åkte ur Folketinget 1979.